# Петропавловка (Острогозький район)
Петропавловка (рос. Петропавловка) — село в Росії, адміністративний центр Петропавловського сільського поселення Острогозького району Воронезької області. Населення становить 678 осіб за даними перепису 2010 року.

## Історія
Станом на 1859 рік в казенній слободі Острогозького повіту Воронізької губернії мешкало ? осіб (1782 чоловічої статі та 2030 — жіночої), налічувалось 218 домогосподарств, існували дві православні церкви, училище, відбувалось дві ярмарки на рік.
Станом на 1886 рік у колишній власницькій слободі Владимировської волості мешкало 1016 осіб, налічувалось 150 дворових господарств, існували православна церква, школа, лавка й 12 вітряних млинів.
За переписом 1897 року кількість мешканців зросла до 4924 осіб (2444 чоловічої статі та 2480 — жіночої), з яких всі — православної віри.

### Російське вторгнення в Україну (з 2022)
2 січня 2023 року, о 08:38, в селі Петропавловка впав російський снаряд під час масованої ракетної атаки на Україну, у мережі опублікували відео із вирвою після вибуху. Один з місцевих жителів на відео сказав, що внаслідок вибуху знищено цілу вулицю. За його словами, саме впала ракета. Очільник Воронезької області Олександр Гусєв повідомив, що сталося «аварійне сходження» російської ракети. За даними російських ЗМІ, місцеві мешканці не постраждали, проте завдані руйнування у семи домоволодіннях. Наступного дня місцева влада повідомила про чотирьох постраждалих та пошкодження понад 100 будинків, із яких 9 зруйновані повністю. За даними Telegram-каналів, це була ракета Х-101, яка запускались з Каспійського регіону. Станом на 15:00 того ж дня стало відомо, що внаслідок падіння ракети в селі Петропавловка загинули 11 осіб, з них троє дітей, а 21 особа отримала поранення.